# Rafael Pardo
Rafael Pardo Rueda (Bogotá, 26 de noviembre de 1953) es un economista, político y diplomático colombiano. 
Ha sido senador de la República, ministro de Defensa, candidato por el Partido Liberal a la Presidencia de la República en 2010, ministro de Trabajo del gobierno de Juan Manuel Santos, alcalde encargado de Bogotá y candidato a la Alcaldía de Bogotá en 2015. En noviembre de 2015 fue nombrado por el presidente Santos como Alto Consejero para el Postconflicto, los Derechos Humanos y la Seguridad de Colombia. Se mantuvo en el cargo hasta el 2018.

## Biografía
Graduado del Colegio Gimnasio Moderno y como economista de la Universidad de los Andes en 1977, inició el Programa de Economía para Graduados de su universidad, pero se trasladó a Países Bajos en 1978 a estudiar Planeación Urbana y Regional en el Instituto de Estudios Sociales de La Haya. A su regreso al país fue profesor e investigador del Centro de Estudios Interdisciplinarios sobre Desarrollo de la Universidad de los Andes, que pasó a dirigir entre 1982 y 1986. Entre 1994 y 1996 estudiaría Relaciones Internacionales en Harvard University.

### Trayectoria
Pardo dirigió el Plan Nacional de Rehabilitación (PNR) al iniciar el gobierno de Virgilio Barco en 1986. en 1988 es nombrado Consejero Presidencial para la Paz, y fue encargado de representar al gobierno en los procesos de paz con los grupos guerrilleros M-19, EPL, PRT y el Movimiento Armado Quintín Lame, lo cual llevó a la desmovilización y reinserción civil de más de 5000 excombatientes.[cita requerida]

#### Ministro de Defensa
En el gobierno de César Gaviria es nombrado consejero de Seguridad Nacional y en 1991 se convirtió en el primer civil que asumía como ministro de Defensa Nacional en casi cuarenta años (17 generales ocuparon el cargo consecutivamente desde 1953). Durante su ministerio, creó el llamado Bloque de búsqueda, unidad policial especial destinada a combatir el hoy extinto Cartel de Medellín.
En 1994 viaja a Estados Unidos para adelantar sus estudios en Harvard; culminados estos, se vincula como asesor del expresidente Gaviria en su calidad de Secretario General de la OEA y participa del proceso de paz en Guatemala. Entre 1998 y 2001 se dedica al periodismo, como director del Noticiero CM& y de Noticias RCN posteriormente;[cita requerida] decide regresar a la política activa para las elecciones legislativas de 2002.

#### Senador de la República
Para las elecciones legislativas de 2002 Pardo se marginó de su partido y presentó su candidatura al Senado por el movimiento Cambio Radical, resultando elegido como senador de la República. Fue ponente de varios proyectos de ley relacionados con la seguridad, entre ellos la primera versión de la llamada "Ley de Justicia y Paz", destinada a reglamentar el proceso de desmovilización de las AUC, que terminó criticando en su versión aprobada a mediados de 2005. [cita requerida]
Fue ponente, entre otros, de los proyectos de Ley de seguridad ciudadana y rural, de régimen semi-parlamentario, y del proyecto de reforma al fútbol en Colombia.[cita requerida] También fue coordinador ponente del referendo, del estatuto antiterrorista y presentó un proyecto para reformar la ley 100, con el que busca garantizar el cubrimiento universal del Sisben.

#### Regreso al Partido Liberal
Para las elecciones regionales de 2003 Pardo abandona Cambio Radical, que pasa a liderar Germán Vargas Lleras y junto al senador Óscar Iván Zuluaga crea el "Nuevo Partido", de existencia efímera. Luego de haber respaldado a Álvaro Uribe Vélez durante sus dos primeros años de mandato el senador Pardo decide regresar al Partido Liberal, y por lo tanto hacer parte de la oposición, debido a sus diferencias con el gobierno en temas como la negociación con los paramilitares y el proyecto de reelección presidencial. En 2005 Pardo asiste al Congreso Nacional Liberal y posteriormente, se presenta como precandidato presidencial, con el eslogan "La Opción Liberal", pero en la Consulta Liberal del 12 de marzo de 2006, en las que obtuvo más de 500 mil votos, acabó en segundo lugar, detrás del exministro Horacio Serpa.

#### Candidato presidencial
En julio de 2006 fue designado por el director del liberalismo, el expresidente Gaviria, como miembro de la dirección nacional adjunta del Partido Liberal, la cual deja de tener validez tres meses después. Durante varios meses se barajó el nombre de Rafael Pardo como uno de los más opcionados para la alcaldía de Bogotá, pero finalmente desistió de una eventual aspiración para poder mantener la posibilidad de presentarse como candidato a las elecciones presidenciales de 2010, luego el 27 de septiembre ganó la consulta interna del Partido Liberal como candidato único a la presidencia de esa colectividad.
En el IV Congreso Nacional Liberal, en diciembre de 2009, fue ungido Director Nacional del Partido Liberal, iniciando la confección de las listas de candidatos al Congreso para las elecciones de marzo de 2010.
El 11 de marzo de 2010, Rafael Pardo anunció que su antiguo rival en la consulta liberal, el exgobernador de Antioquia, Aníbal Gaviria, había sido escogido como candidato a la Vicepresidencia de la República. En las elecciones presidenciales de 2010 la fórmula Pardo - Gaviria obtuvo 638 302 votos, que la ubicaron en el sexto lugar.

#### Ministro de Trabajo
En el marco de la reforma al Estado puesta en marcha en el gobierno de Juan Manuel Santos se estableció la creación del Ministerio del Trabajo, que había sido eliminado en 2002 por el entonces presidente Álvaro Uribe. Rafael Pardo fue designado como jefe de esta cartera por el presidente Santos el 31 de octubre de 2011 y se posesionó el 10 de noviembre con el reto de crear más empleo en el país. Para posesionarse en este cargo tuvo que renunciar a la dirección del Partido Liberal.
En marzo fue designado por el gobierno de Juan Manuel Santos como Alcalde de Bogotá en condición de interinidad, en reemplazo del destituido alcalde Gustavo Petro. El 21 de abril de 2014 fue reemplazado en la Alcaldía, por María Mercedes Maldonado.

#### Candidato a la Alcaldía de Bogotá
Durante las elecciones locales para la Alcaldía de Bogotá, se postuló como candidato por el Partido Liberal en coalición electoral con el Partido de la U y en acuerdo programático con el Movimiento MIRA.

## Familia
Rafael Pardo Rueda es miembro de varios círculos familiares aristocráticos de su país. Es hijo de Alberto Pardo Pardo y de Susana Rueda Caro, siendo su hermana Julia Pardo Rueda, casada con uno de los sobrinos del escritor José Umaña Bernal, cuñado a su vez del ingenierio Julio Carrizosa, padre del abogado Eduardo Umaña Luna y abuelo del abogado Eduardo y del exministro Germán Umaña Mendoza.
Su padre era descendiente del militar y hacendado neogranadino Luis Caycedo y Flórez, ya que era tataranieto de una de las nietas del militar, María de los Ángeles Caycedo; así mismo estaba emparentado con el militar y once veces encargado de la presidencia, Domingo Caycedo, tío de María de los Ángeles; y con el sacerdote católico Fernando Caycedo, hermano de Luis y tío de Domingo.
Por otro lado, su madre era hija del escritor, educador y político liberal Tomás Rueda Vargas, y sobrina nieta por su madre Margarita Caro del expresidente Miguel Antonio Caro y bisnieta del poeta José Eusebio Caro. A su vez, Susana Rueda era nieta de otra Susana, hermana de Ana de Narváez, la esposa de Miguel Antonio Caro. Por éste parentesco Susana era prima de Julio Caro, banquero y segundo director del Banco de la República. Susana Rueda, por último, era sobrina nieta de Margarita Caro, esposa del político conservador Carlos Holguín.
Rafael es también sobrino nieto por el lado de su padre, del militar e integrante de la Junta Militar de 1957, Rafael Navas Pardo, quien fue copresidente de Colombia en 1957, con la renuncia del general Gustavo Rojas Pinilla.

### Vida privada
Pardo estuvo casado con la exministra de Comunicaciones Claudia de Francisco con quien tuvo tres hijas. Actualmente su pareja es la periodista Diana Calderón.

## Obras publicadas
Libros
- De Primera Mano: Colombia 1986-1994, Entre Conflictos y Esperanzas: Colombia 1986-1994, entre conflictos y esperanzas. Bogotá: Editorial Norma & El Centro de Estudios de la Realidad Colombiana. 1996.
- Nueva seguridad para América Latina. Bogotá: El Centro de Estudios de la Realidad Colombiana & La Fundación Ebert Stiftung. 1999.
- El Siglo Pasado. Colombia: Economía, Política y Sociedad. Bogotá: Red Multibanca Colpatria & El Centro de Estudios de la Realidad Colombiana. 2001. (Compilador).
- La Historia de las Guerras. Bogotá: Ediciones B. 2004. (Reeditado por el Grupo Penguin Random House).
- Fin del Paramilitarismo: ¿Es Posible Su Desmonte?. Barcelona: Ediciones B. 2007.
- Entre dos poderes (Tomo I): De cómo la guerra fría moldeó a América Latina. Barcelona: Editorial Taurus. 2014.
- El trabajo en colombia, 100 momentos decisivos. Bogotá: Ministerio de Trabajo de la República de Colombia. 2014. (Compilador & Director).
- La Guerra Fin Fin:Una nueva perspectiva en la lucha contra las drogas. Bogotá: Editorial Debate. 2020.
- 9 de Marzo de 1990.La Desmovilización Final del M-19. Bogotá: Editorial Planeta. 2020.

Artículos
- New issues in Latin American's [sic] security after the Cold War (Artículo de discusión). En Revista Foreign Affairs. volumen 79 (Julio Agosto). N: 4. 2000.
- La Ley de Justicia y Paz ¿Traerá Una Verdadera Paz? (Artículo de Investigación). En Revista de Estudios Sociales de la Fundación para las Relaciones Internacionales y el Diálogo Exterior N: 21(agosto). 2005. Archivado desde el original el 1 de abril de 2012. Consultado el 18 de abril de 2019. (Elaborado en conjunto con: José Obdulio Gaviria & Álvaro Camacho Guizado).
- «Human Rights and the Wars on Drugs and Terrorism: A View from Latin America». En Revista Occasional Papers issue: 9 (Artículo de divulgación) (Inatituto Liberal de la Fundación Friedrich Naumann Foundation). 2005. (enlace roto disponible en Internet Archive; véase el historial, la primera versión y la última).